# 작은윌프레드쥐
작은윌프레드쥐(Juliomys pictipes)는 비단털쥐과에 속하는 남아메리카 설치류이다. 아르헨티나 북동부와 브라질 남동부에서 발견된다.

## 특징
작은 설치류로 몸통 길이가 85~104mm이고 꼬리 길이는 103~117mm이다. 발 길이는 19~23mm, 귀 길이는 14~17mm, 몸무게는 최대 24g이다. 등 쪽 털은 밝은 황갈색이고 배 쪽은 흰색부터 크림색빛 흰색까지 다양하다. 코는 오렌지색을 띤다. 핵형은 2n=36, FN=34이다.

## 생태
나무 위에서 주로 생활을 하는 수상성 동물이다. 먹이는 씨앗과 열매, 과즙 등이다. 12월에 파라과이에서 아르헨티나에서 8월에 임신한 암컷이 포획된 기록이 있고 모두 3마리의 새끼를 밴 상태였다.

## 분포 및 서식지
파라과이 동부와 아르헨티나 북동부 미시오네스주, 브라질 남부 산타카타리나주와 파라나주, 상파울루주, 리우데자네이루주, 미나스제라이스주에 널리 분포한다. 해발 2000m 이내의 성숙림과 대서양림 이차림에서 서식한다.